# Selecció de futbol de la República Democràtica Alemanya
La Selecció de futbol de la República Democràtica Alemanya fou l'equip representatiu del país en les competicions oficials. Era dirigida per la Deutscher Fußball-Verband.

## Història
Fundada el 1952, la selecció de la República Democràtica Alemanya va viure sempre a l'ombra dels èxits de la seva germana gran, la República Federal Alemanya.
El seu major èxit esportiu el va viure l'any 1974 en què es classificà per la fase final de la Copa del Món de Futbol 1974 i a més superà la primera fase per davant dels seus rivals de grup, Austràlia, Xile i Alemanya Occidental a la que vencé per 1 gol a 0.
On més destacà l'equip, fou als campionats de futbol dels Jocs Olímpics, on no era permès de participar-hi a futbolistes professionals i on l'Alemanya Oriental guanyà una medalla d'or el 1976, una d'argent el 1980 i dues de bronze el 1964 i el 1972.
El 1990 deixà d'existir a causa de la reunificació alemanya.

## Participacions en la Copa del Món
| Historial a la Copa del Món | Historial a la Copa del Món | Historial a la Copa del Món | Historial a la Copa del Món | Historial a la Copa del Món | Historial a la Copa del Món | Historial a la Copa del Món | Historial a la Copa del Món | Historial a la Copa del Món |
| Edició                      | Ronda                       | Posició                     | PJ                          | PG                          | PE                          | PP                          | GF                          | GC                          |
| --------------------------- | --------------------------- | --------------------------- | --------------------------- | --------------------------- | --------------------------- | --------------------------- | --------------------------- | --------------------------- |
| 1954                        | No hi participà             | No hi participà             | No hi participà             | No hi participà             | No hi participà             | No hi participà             | No hi participà             | No hi participà             |
| 1958                        | No es classificà            | No es classificà            | No es classificà            | No es classificà            | No es classificà            | No es classificà            | No es classificà            | No es classificà            |
| 1962                        | No es classificà            | No es classificà            | No es classificà            | No es classificà            | No es classificà            | No es classificà            | No es classificà            | No es classificà            |
| 1966                        | No es classificà            | No es classificà            | No es classificà            | No es classificà            | No es classificà            | No es classificà            | No es classificà            | No es classificà            |
| 1970                        | No es classificà            | No es classificà            | No es classificà            | No es classificà            | No es classificà            | No es classificà            | No es classificà            | No es classificà            |
| 1974                        | Segona fase                 | 6s                          | 6                           | 2                           | 2                           | 2                           | 5                           | 5                           |
| 1978                        | No es classificà            | No es classificà            | No es classificà            | No es classificà            | No es classificà            | No es classificà            | No es classificà            | No es classificà            |
| 1982                        | No es classificà            | No es classificà            | No es classificà            | No es classificà            | No es classificà            | No es classificà            | No es classificà            | No es classificà            |
| 1986                        | No es classificà            | No es classificà            | No es classificà            | No es classificà            | No es classificà            | No es classificà            | No es classificà            | No es classificà            |
| 1990                        | No es classificà            | No es classificà            | No es classificà            | No es classificà            | No es classificà            | No es classificà            | No es classificà            | No es classificà            |
| Total                       | Segona fase                 | Segona fase                 | 6                           | 2                           | 2                           | 2                           | 5                           | 5                           |

### Alemanya Occidental 1974

#### Primera fase: Grup 1
| Pos | Equip               | PJ | PG | PE | PP | GF | GC | DG | Pts | Classificació           |
| --- | ------------------- | -- | -- | -- | -- | -- | -- | -- | --- | ----------------------- |
| 1   | Alemanya Oriental   | 3  | 2  | 1  | 0  | 4  | 1  | +3 | 5   | Avança a la segona fase |
| 2   | Alemanya Occidental | 3  | 2  | 0  | 1  | 4  | 1  | +3 | 4   | Avança a la segona fase |
| 3   | Xile                | 3  | 0  | 2  | 1  | 1  | 2  | −1 | 2   |                         |
| 4   | Austràlia           | 3  | 0  | 1  | 2  | 0  | 5  | −5 | 1   |                         |

| Alemanya Oriental               | 2–0     | Austràlia |
| ------------------------------- | ------- | --------- |
| Curran 58' (p.p.) · Streich 72' | Informe |           |

| Xile        | 1–1     | Alemanya Oriental |
| ----------- | ------- | ----------------- |
| Ahumada 69' | Informe | Hoffmann 55'      |

| Alemanya Oriental | 1–0     | Alemanya Occidental |
| ----------------- | ------- | ------------------- |
| Sparwasser 77'    | Informe |                     |

#### Segona fase: Grup A
| Pos | Equip             | PJ | PG | PE | PP | GF | GC | DG | Pts | Classificació                    |
| --- | ----------------- | -- | -- | -- | -- | -- | -- | -- | --- | -------------------------------- |
| 1   | Països Baixos     | 3  | 3  | 0  | 0  | 8  | 0  | +8 | 6   | Avança a la final                |
| 2   | Brasil            | 3  | 2  | 0  | 1  | 3  | 3  | 0  | 4   | Avança al partit pel tercer lloc |
| 3   | Alemanya Oriental | 3  | 0  | 1  | 2  | 1  | 4  | −3 | 1   |                                  |
| 4   | Argentina         | 3  | 0  | 1  | 2  | 2  | 7  | −5 | 1   |                                  |

| Brasil       | 1–0     | Alemanya Oriental |
| ------------ | ------- | ----------------- |
| Rivelino 60' | Informe |                   |

| Alemanya Oriental | 0–2     | Països Baixos                 |
| ----------------- | ------- | ----------------------------- |
|                   | Informe | Neeskens 7' · Rensenbrink 59' |

| Argentina    | 1–1     | Alemanya Oriental |
| ------------ | ------- | ----------------- |
| Houseman 20' | Informe | Streich 14'       |

## Participacions en el Campionat d'Europa
- 1960 - No es classificà
- 1964 - No es classificà
- 1968 - No es classificà
- 1972 - No es classificà
- 1976 - No es classificà
- 1980 - No es classificà
- 1984 - No es classificà
- 1988 - No es classificà

## Entrenadors
- Willi Oelgardt (1952-1953)
- Hans Siegert (1954)
- János Gyarmati (1955-1957)
- Fritz Gödicke (1958-1959)
- Heinz Krügel (1959-1961)
- Károly Soós (1961-1967)
- Harald Seeger (1967-1969)
- Georg Buschner (1970-1981)
- Rudolf Krause (1982-1983)
- Bernd Stange (1983-1988)
- Manfred Zapf (1988-1989)
- Eduard Geyer (1989-1990)

## Jugadors històrics

### Jugadors amb més partits
Partits comptats per la Federació, entre parèntesis els comptats per la FIFA (no comptabilitza els partits olímpics).
| #  | Jugador              | Anys      | Partits  |
| -- | -------------------- | --------- | -------- |
| 1  | Joachim Streich      | 1969-1984 | 102 (98) |
| 2  | Hans-Jürgen Dörner   | 1969-1985 | 100 (96) |
| 3  | Jürgen Croy          | 1967-1981 | 94 (86)  |
| 4  | Konrad Weise         | 1970-1981 | 86 (78)  |
| 5  | Eberhard Vogel       | 1962-1976 | 74 (69)  |
| 6  | Bernd Bransch        | 1967-1976 | 72 (64)  |
| 7  | Peter Ducke          | 1960-1975 | 68 (63)  |
| 8  | Martin Hoffmann      | 1973-1981 | 66 (62)  |
| =  | Lothar Kurbjuweit    | 1970-1981 | 66 (59)  |
| 10 | Ronald Kreer         | 1982-1989 | 65 (65)  |
| 11 | Gerd Kische          | 1971-1980 | 63 (59)  |
| 12 | Matthias Liebers     | 1980-1988 | 59 (59)  |
| 13 | Reinhard Häfner      | 1971-1984 | 58 (54)  |
| 14 | Jürgen Pommerenke    | 1972-1983 | 57 (53)  |
| 15 | Rainer Ernst         | 1981-1990 | 56 (56)  |
| =  | Hennig Frenzel       | 1961-1974 | 56 (54)  |
| 17 | Jürgen Sparwasser    | 1969-1977 | 53 (48)  |
| 18 | Andreas Thom         | 1984-1990 | 51 (51)  |
| 19 | Hans-Jürgen Kreische | 1968-1975 | 50 (46)  |
| 20 | Ulf Kirsten          | 1985-1990 | 49 (49)  |
| 21 | Dieter Erler         | 1959-1968 | 47 (45)  |
| =  | Jörg Stübner         | 1984-1990 | 47 (47)  |
| 23 | René Müller          | 1984-1989 | 46 (46)  |
| =  | Dirk Stahmann        | 1982-1989 | 46 (46)  |
| 25 | Rüdiger Schnuphase   | 1973-1983 | 45 (45)  |

### Màxims golejadors
Gols comptats per la Federació, entre parèntesis els comptats per la FIFA (no comptabilitza els partits olímpics).
| #  | Jugador              | Gols    |
| -- | -------------------- | ------- |
| 1  | Joachim Streich      | 55 (53) |
| 2  | Hans-Jürgen Kreische | 25 (22) |
| =  | Eberhard Vogel       | 25 (24) |
| 4  | Rainer Ernst         | 20 (20) |
| 5  | Hennig Frenzel       | 19 (19) |
| 6  | Martin Hoffmann      | 16 (15) |
| =  | Jürgen Nöldner       | 16 (16) |
| =  | Andreas Thom         | 16 (16) |
| 9  | Peter Ducke          | 15 (15) |
| =  | Jürgen Sparwasser    | 15 (14) |
| 11 | Ulf Kirsten          | 14 (14) |
| 12 | Günter Schröter      | 13 (13) |
| 13 | Wolfram Löwe         | 12 (12) |
| =  | Dieter Erler         | 12 (12) |
| 15 | Willy Tröger         | 11 (11) |

### Jugadors amb partits amb la RDA i Alemanya a partir de 1990
| Jugador         | Alemanya de l'Est | Alemanya de l'Est | Alemanya Unificada | Alemanya Unificada | Total   | Total |
| Jugador         | Partits           | Gols              | Partits            | Gols               | Partits | Gols  |
| --------------- | ----------------- | ----------------- | ------------------ | ------------------ | ------- | ----- |
| Ulf Kirsten     | 49                | 14                | 51                 | 20                 | 100     | 34    |
| Matthias Sammer | 23                | 6                 | 51                 | 8                  | 74      | 14    |
| Andreas Thom    | 51                | 16                | 10                 | 2                  | 61      | 18    |
| Thomas Doll     | 29                | 7                 | 18                 | 1                  | 47      | 8     |
| Dariusz Wosz    | 7                 | 0                 | 17                 | 1                  | 24      | 1     |
| Olaf Marschall  | 4                 | 0                 | 13                 | 3                  | 17      | 3     |
| Heiko Scholz    | 7                 | 0                 | 1                  | 0                  | 8       | 0     |
| Dirk Schuster   | 4                 | 0                 | 3                  | 0                  | 7       | 0     |